# Warner Bros. Discovery Home Entertainment
Warner Bros. Home Entertainment (anciennement Warner Home Video et WCI Home Video) est un éditeur de vidéo. Il s'agit d'une division de Warner Bros. Entertainment, filiale du groupe WarnerMedia. 
Le rôle de la société est de publier les contenus des autres divisions de Warner Bros. Entertainment (films, téléfilms, séries, jeux vidéo). La société se compose de deux principales entités : Warner Bros. Interactive Entertainment et Warner Home Video.

## Histoire

### Débuts (1978-1996)
La société a été fondée en 1978 avec le nom WCI Home Video (Warner Communications, Inc.). Elle est renommée deux ans plus tard en Warner Home Video.
Les 20 premiers films distribués par la société sont sous format Betamax et VHS. En 1979, d'autres films sont publiés et WCI augmente sa gamme. Certaines premières versions de cassettes étaient compressées afin de gagner du temps et de l'argent sur la bande et pour compenser le fait que les cassettes longues n'étaient pas disponibles ou peu accessibles, le système Home Video étant encore à ses débuts. Un exemple était Superman de 1978 : le film est sorti dans un format 127 minutes, alors que sa version en salles durait 143 minutes. Les vidéos produites par WCI été alors considérées comme de mauvaise qualité, par rapport aux autres éditeurs de vidéos de l'époque. Fin 1980, la qualité des éditions vidéo s'est améliorée.
La boîte qui contenait la cassette était faite de carton et s'ouvrait comme un livre, avec la distribution des acteurs à l'intérieur. En 1981, WHV est passée aux boîtes en plastique, avec un design multicolore mais qui fut abandonné pour revenir au carton. Ce n'est que durant les années 1990 que le studio relance l'utilisation de caisses en plastique pour les films de Warner Bros. Family Entertainment.
Quelques années plus tard, Warner Home Video commence à publier des contenus sous forme de vidéodisque, en utilisant des formats comme MCA DiscoVision et Selectavision de RCA, ce qui permet à ces deux sociétés de commercialiser et de distribuer les films sous leurs labels,. En 1985, Warner publie toujours sous son propre label dans ces deux formats. Les titres de Warner Home Video continuent d'être distribués et fabriqués par Roadshow Home Video dans le monde entier, sauf en Australie et en Nouvelle-Zélande.
En 1990, WHV  acquiert les droits du catalogue MGM/UA. Cette vente de 125 millions $ fut utilisée pour financer l'acquisition de MGM/UA par Pathé Communications Corporation. Cette entente devait prendre fin 12 ans et demi plus tard mais elle fut raccourcie et en février 2000, MGM récupère les droits de ces films pour 225 millions $. En échange, Warner garde le contrôle total sur le catalogue de MGM précédant 1986, grâce à un accord antérieur qui devait expirer en 2001. Avec l'acquisition de Turner, WHV conserve donc les droits des films d'avant 1986.
En 1996, la branche de distribution de Turner Entertainment, Turner Home Entertainment est absorbé au sein de WHV et l'entreprise hérite de ses contenus, y compris ceux de PBS Home Video avec qui Turner avait conclu un accord. De même pour HBO Home Entertainment qui s'incorpore à WHV durant l'année 2000. 

Logo de Warner Home Video

### Elargissement du domaine d'activité (1996-2008)

#### Développement du DVD & HD DVD
En 1996, WHV est l'un des premiers distributeurs des majors hollywoodiens à utiliser le format DVD en publiant Twister, Assassins, Blade Runner, L'Effaceur, Le Fugitif. Le président de WHV de l’époque, Warren Lieberfarb, ayant fortement contribuer au développement du DVD, sera plus tard considéré comme le « Père du DVD » ,,. En 2003, WHV est le seul distributeur à proposer des films seulement en format DVD, sans équivalent en format VHS. Mais le DVD est bientôt supplanté par le HD DVD, produit par Toshiba, qui possède des capacités plus grandes. En novembre 2004, New Line, la Paramount, Universal et la Warner Bros. annoncent utiliser de préférence le HD DVD dans le futur plutôt que le Blu-ray qui apparait comme le concurrent de ce dernier.
Le 26 septembre 2006, WHV est le premier éditeur de vidéo à publier un métrage sous 3 formats différents avec Entre deux rives qui sort en DVD, Blu-ray et HD DVD. En 2007 Paramount Home Entertainment et DreamWorks décident de n'éditer qu'en HD DVD plutôt qu'en Blu-ray, tout comme l'avait fait Universal quelque temps plus tôt. En janvier 2008, WHV annonce que dès le mois de mai, la société proposera son catalogue exclusivement en Blu-ray et DVD,. La plupart des grands autres éditeurs suivent cette décision. De plus Walmart, grand distributeur américain, annonce l'arrêt de la commercialisation du HD DVD. Toshiba, annonce officiellement en février 2008 sa "mort", laissant le Blu-ray, format de Sony et Philips, dominer le marché.

#### Créations de nouvelles branches
En janvier 2004 est créée Warner Bros. Interactive Entertainment (abrégée en WBIE), division destinée à produire des jeux vidéo adaptés des franchises de Warner Bros. Entertainment. La même année, cette nouvelle branche rachète le studio de développement Monolith Productions et l'année suivante, le label WB Games est créé (c'est aujourd'hui le nom usuel de WBIE).
C'est pour cette raison qu'en 2005, Warner Home Video change de nom pour Warner Bros. Home Entertainment. L'entreprise a pour but désormais de gérer toutes les affaires de la Warner Bros. ayant un rapport avec le divertissement à domicile. Cependant, la division concernant la publication et la distribution garde le même nom et les programmes restent distribués sous le label Warner Home Video.
La division jeux vidéo, Warner Bros. Interactive Entertainment, s'accroit petit à petit, en rachetant notamment TT Games en 2007 pour 100 millions £, NetherRealm Studios en juillet 2009 et Rocksteady Studios en février 2010.
En 2006, la Warner annonce entrer dans le marché du direct-to-video, c'est-à-dire du contenu destiné uniquement à la consommation des ménages chez eux. Le premier film est distribué : il s'agit de Shérif, fais-moi peur : Naissance d'une légende,. Est créée pour l'occasion Warner Premiere, une nouvelle division ayant pour but de produire des films destinés directement à la consommation à domicile.
New Line Home Video (puis New Line Home Entertainment) devient une division de WHV lors de son acquisition en 2008 avant d'être totalement absorbée en 2010.

### Warner Archive Collection & Digital (2009-2018)
En 2009, Warner Home Video présente la Warner Archive Collection (en), qui permet au public de choisir lui-même les films et séries qu'il veut avoir en DVD et qui n'existe pas déjà. C'est un système de fabrication à la demande. Tous les catalogues de Warner et Turner sont disponibles. Les films sont disponibles en DVD ou en version numérique et sont à commander sur le site de Warner Bros., Amazon ou Movies Unlimited. En vue du succès produit, Sony, la Paramount, la MGM, Universal, la Fox et Disney ont aussi lancé leur service de fabrication à la demande. Lionsgate, CBS, MTV, Nickelodeon ont également lancé leur service via Amazon CreateSpace.
En avril 2011, WHV et Sony Pictures Home Entertainment annoncent que Warner Archive Collection propose désormais des titres de Sony. Certains films de MGM sont aussi proposés sur Warner Archive Collection.
En 2011, Warner Bros. signe un partenariat avec Lego : de nombreux films et jeux sont donc produits, développés et distribués par Warner Bros. et ses filiales. Ce partenariat expire en 2020, au profit de Universal Studios,.

#### Entrée du Blu-ray dans Warner Archive

Logo de Warner Archive

En août 2012, la Warner annonce la fermeture de Warner Premiere pour cause de rendements incertains en raison de la crise qui frappe le marché du DVD. Les productions destinées au marché de la vidéo sont donc désormais gérées par WHV.
En novembre 2012, Gypsy, Vénus de Broadway et Piège mortel sont proposés en Blu-ray sur Warner Archive pour la première fois. Bon nombre de programmes sont désormais disponibles en Blu-ray. En juin 2013, un accord est signé entre Paramount Home Media Distribution et WHV. Cette dernière obtient les droits de distribution et de publication de 600 films Paramount. Ces titres sont disponibles via Warner Archive Collection. Ce contrat dura de janvier 2013 à 2017. 
En juillet 2016, des séries télévisées comme IZombie, Les 100, Longmire, The Originals, Lucifer sont disponibles en Blu-ray sur Warner Archive.

#### Entrée du SVOD & Warner Archive Instant
En 2014 est ouvert un service de vidéo à la demande, Warner Archive Instant. Comme Netflix, il propose à ses abonnés des programmes via le site. Le service est réservé aux résidents des Etats-Unis.
En février 2018, le service VOD ferme et certains des films sont transférés à un autre service de streaming, FilmStruck (en), mais celui ferme en novembre 2018.

### WBHE de nos jours (2018-Aujourd'hui)

Ancien logo de Warner Bros. Home Entertainment (2017-2019)

Le 15 janvier 2020, WBHE et Universal Pictures Home Entertainment annonce s'associer pour un partenariat de 10 ans visant à promouvoir leurs marques, labels et programmes de manière optimale.

## Catalogue

### Warner Home Video

Ancien logo de Warner Bros. Home Entertainment (2019-2023)

En 2000, la société se voit attribuer les droits de distribution en Amérique du Nord des productions de la BBC, qui étaient auparavant distribuées par CBS/Fox Video (en). Plusieurs de ces productions ont été rééditées sous le label WHV, d'abord en VHS, puis en DVD. Ce partenariat a pris fin en 2007 lorsque la BBC a commencé à distribuer elle-même ses productions aux États-Unis. WHV distribuait également les programmes de PBS Home Video et PBS Kids jusqu'à 2004, ceux de Big Idea Productions de 2002 à 2004, ceux de LeapFrog (en) de 2003 à 2005 et ceux de The Wiggles de 2007 à 2011. Plus récemment WHV distribuait les productions de Sesame Street de 2010 jusqu'à 2018, ceux d'American Girl (en), National Geographic Society et les programmes sportifs américains NBA, NFL et NHL.
Le 1er janvier 2015, WHV remplace Cinedigm dans la distribution du contenu de la bibliothèque WWE dans une transaction avec la WWE, y compris le contenu de l'ancienne société sœur World Championship Wrestling.
Aujourd'hui, Warner Home Video publie tous les titres de la bibliothèque de cinéma et de télévision de Warner Bros. Entertainment, ainsi que des programmes provenant d'autres sociétés. Actuellement, WHV sert également de distributeur pour des produits de télévision et films publiés par DC Entertainment, DC Films, Cartoon Network, Adult Swim, ainsi que tous les autres filières du groupe WarnerMedia (Home Box Office Group, TCM, truTV, TNT, CNN Group…).
La société distribue également tous le catalogue de Turner Entertainment Co. (Ex : Pré-mai MGM / de la bibliothèque United Artists, RKO Pictures, Warner Bros. (pré -1950) ) mais également de sociétés tierces comme Samuel Goldwyn Productions, Lego et WWE Studios.
En France, Warner Home Video était le distributeur de la société de distribution Wild Side Films, une filiale de paneuropéenne et de vente internationale Wild Bunch depuis 2012 remplaçant Universal Studios Home Entertainment en tant que distributeur ainsi que les titres de la filiale M6 Vidéo de RTL Group, librairie vidéos de INA, et de France Télévisions (jusqu'à 2007 lorsque la distribution est passée à Sony Pictures Home Entertainment). 

### Warner Bros. Interactive Entertainment
Le catalogue de WBIE compte toutes les franchises de Warner Bros. Entertainment (Looney Tunes, Merrie Melodies, DC, Wizarding World, Terre du Milieu, Game of Thrones, Scooby-Doo, Tom et Jerry…), mais aussi les frachises propres au studios de développement (F.E.A.R., Mortal Kombat…).
Voir liste de jeux WBIE (en)
WBIE développe aussi en partenariat avec Lego : la société produit des jeux Lego pour ses franchises (citées au-dessus), celles de Lego (Lego City, Lego Ninjago, Lego Legends of Chima), mais aussi celles de concurrents comme Universal (Jurassic World) ou Disney (Disney Infinity, Marvel, Star Wars), notamment depuis la disparition de Vivendi Games, en 2008 et celle de Disney Interactive Studios en 2017.

## Divisions
- Warner Home Video

Actual logo de Warner Bros. Home Entertainment

  - Warner Premiere (production de films destinés à la consommation domestique) : fermé en 2012
    - Warner Premiere Digital (contenus sur internet)
    - Raw Feed (en) (production de films d'horreur)

  - Warner Archive Collection (service de fabrication à la demande) 
    - Warner Archive Instant (service de streaming) : fermé en 2018

  - New Line Home Entertainment (en) : absorbé en 2010
    - Infinifilm (en) : fermé en 2007
- Warner Bros. Anti-Piracy Operations
- Warner Bros. Interactive Entertainment
  - TT Games
    - Traveller's Tales
    - TT Fusion
    - TT Animation
    - TT Games Publishing
    - Playdemic

  - NetherRealm Studios
  - Rocksteady Studios
  - Monolith Productions
  - Avalanche Software
  - Portkey Games
  - WB Games Montréal
  - WB Games New York
  - WB Games San Francisco (en)
  - WB Games Boston
  - WB Games San Diego